# Gens (família)
La Gens (en llatí plural gentes) és una paraula llatina que originalment, a la societat romana, era equivalent a un grup famíliar patrilineal que portava el mateix nomen gentilicum.
Tenia un significat més ampli que la simple unió de la família, i més concret que els llaços que formaven un estat o una tribu. La gens romana era una unió social que sabia teòricament que descendia d'un avantpassat comú. Sext Pompeu Fest diu que un membre d'una gens hauria pogut remuntar la llista dels seus avantpassats fins a trobar l'avantpassat original que donava el nom comú a tota la gens. De fet, era gairebé impossible de rastrejar aquest ancestre comú. La relació entre tots els membres d'una gens s'anomenava gentilitas.
Més tard les gens originals es van dividir en famílies, sorgides a partir d'un dels membres de la gens. Al final de la república les gens romanes van perdre el seu significat de llinatges, ja que els lliberts també van agafar el nom familiar, però no per això eren gentils (membres de la gens), ja que segons Escevola per ser gentil calia:
- Portar el nom d'una gens
- Haver nascut d'un home lliure
- No tenir ancestres esclaus
- No tenir cap disminució

També es va aplicar el nom a comunitats polítiques, com gens latinorum, i els gens campanorum, que equivaldria al concepte modern de nació, generalment nacions sense estat.